# Gerald Grote
Gerald Grote (* 9. Juni 1955 in Kiel) ist Gründer und Leiter des Internationalen Naturfilmfestivals Green Screen.

## Leben
Gerald Grote besuchte Schulen in Kiel und Berlin, wo er auch seine Abiturprüfungen bestand. Im August 1976 machte er eine Lehre zum Werbetechniker. Im Oktober 1978 schrieb er sich als Student an der Kunsthochschule Braunschweig im Fachbereich Grafik-Design ein. Ein Jahr später wurde er Chefredakteur der dort erscheinenden Vierteljahreshefte. Er schrieb Beiträge für den Rundfunk und für das Satire-Magazin Pardon. Von März 1984 an war er zudem freier Mitarbeiter bei diversen Zeitungen. Im November 1983 veröffentlichte er sein erstes Buch mit dem Titel „Noch einmal mit dem Lesen davongekommen“.
Ab Februar 1985 besserte er seine finanzielle Situation mit einer Vielzahl von Kabarett-Auftritten auf. Im selben Jahr brachte er sein zweites Buch heraus: „Liebe und sonst gar nix“. Von Juni 1986 an moderierte er die SWR-Talkshow Wortwechsel.
Nach diplomiertem Abschluss des Studiums im Februar 1987 gründete er den Verlag „EinfallsReich“, der sich 1988 auf der Frankfurter Buchmesse erstmals der internationalen Literaturwelt vorstellte. Das von ihm geplante und von vielen Helfern mitorganisierte Braunschweiger SprachFest im Mai 1990 präsentierte vier Tage lang erstmals die Verlage der DDR in einer freien Verkaufs-Ausstellung und im August 1990 war er Mitinitiator des Braunschweiger „ComicSpectakels“.
Im Dezember 1990 wurde er Mitglied der Geschäftsleitung einer Werbeagentur und als Mitherausgeber des Stadtmagazins COCKTA!L brachte er das Monatsheft ab Mai 1991 auf den Markt.
Der gebürtige Kieler kehrte in seine Heimatstadt zurück und wurde 1997 Chefredakteur einer Regionalpublikation. Ab 1998 war er als freier Autor tätig. Er schrieb Kurzgeschichten, Sach- und Drehbücher und produzierte Filme. Unter anderem nutzte er dafür zusammen mit Claus Oppermann Film- und Tonmaterial, das von Privatpersonen aus deren Beständen mittels öffentlicher Aufrufe in der Presse gesammelt und zu Dokumentationen zusammengefügt wurde (Beispiel: Schnee von gestern, eine 55-minütige Dokumentation über die Schneekatastrophe 1978/1979).
Das größte europäische Naturfilmfestival Green Screen in Eckernförde basiert auf seiner Idee und wurde von ihm von 2007 bis 2016 geleitet.

## Buchveröffentlichungen (Auswahl)
- Noch einmal mit dem Lesen davongekommen (November 1983)
- Liebe und sonst gar nix (Oktober 1985)
- Mit Lust und Liebe (Oktober 1986)
- Ich liebe Dich (Oktober 1987)
- mit Astrid Zaunick (Hrsg.): Herz kopfüber, EinfallsReich, Braunschweig 1988, ISBN 3-926207-02-7.
- Naturbulenzen (Oktober 1989)
- Der Kommissar. Eine Serie und ihre Folgen. Schwarzkopf & Schwarzkopf, Berlin 1999, 2003, 2010, ISBN 978-3-89602-445-9.
- Der ganze Lechtenbrink (November 2000)
- mit Michael Völkel, Karsten Weyershausen, Klaus Rathje, Holger Reichard: Das Lexikon der prominenten Selbstmörder, mehr als 300 dramatische Lebensläufe: Van Gogh und Hemingway, Kurt Cobain und Rex Gildo, Ulrich Wildgruber, Stefan Zweig u. a. Lexikon-Imprint-Verlag, Berlin 2000, ISBN 3-89602-265-2.
- Der ganze Lechtenbrink,  Bear Family Records, Hambergen 2000, ISBN 3-89795-734-5.
- mit Silke Böttcher, Lars Focke, Britta Kurth: Meerdimensional: private Fotos aus 125 Jahren, Bildband ... Ehlers, Kiel, Juni 2007, ISBN 978-3-00-021700-5.

## Hörbücher (Auswahl)
- Romeo & Julia (Erzähler: Volker Lechtenbrink – Juni 1996)
- Was Ihr wollt (Erzähler: Volker Lechtenbrink – Juni 1997)
- Peter Pan (Erzähler: Manfred Steffen – Oktober 1997)

## Filme (Auswahl)
- Tödliche Roman(z)e (2004)
- Blindschatten (2005)
- Schlag auf Schlag (2006)
- 8 Millimeter Kieler Woche (2007)
- Schnee von gestern (2008)
- Brennendes Interesse (2009)
- Bis an die Grenze (2011)
- Ich habe Kiel zu erzählen (2018)